# 西沢利明
西沢 利明（、1936年1月20日 - 2013年4月11日）は、日本の俳優。本名西澤利明。
劇団俳優座、文学座、劇団雲、染谷事務所、劇団昴を経て、アイティ企画に所属していた。

## 略歴
北海道旭川市出身。北海道千歳高等学校卒業後、学習院大学経済学部中退。その後は俳優座養成所に入り、同養成所卒業後に文学座へ入団。
1963年、文学座を集団で脱退し劇団雲の結成に参加。『ロミオとジュリエット』『動物園物語』などでは主役を張り、中心俳優として活動した。
1975年の劇団分裂後はフリーとなり、染谷事務所を経て、1978年から1997年までは劇団昴に所属した。
2011年頃に膀胱ガンが判明するが、本人の希望で公表せず闘病しながら活動を継続。2013年3月28日、ガンが肺に転移していることが判明し、担当医と治療法を相談していた矢先に容態が悪化。4月11日、膀胱ガンのため死去。77歳没。遺作は、同年2月21日に撮影され6月12日に放送された『鉄道警察官 清村公三郎10 SL大井川殺人ルート』での医科大学教授役となった。

## 特色・人物
主に舞台で活躍。時代劇や刑事ドラマでは悪役としての起用が多かった。また、特撮作品でも活躍し、特に『宇宙刑事ギャバン』など宇宙刑事シリーズでのコム長官役で知られる。
声優としては、主に吹き替えに出演。アンソニー・パーキンスとジャン＝ルイ・トランティニャンの吹き替えを多く担当した。また矢島正明に次いでロバート・ヴォーンの吹き替えを複数作で担当した。
趣味は水泳、スキー。スキーは北海道出身だったこともあり腕が高く、ドラマ『太陽にほえろ!』第449話・第450話に出演の際は神田正輝と共に、雪の志賀高原ロケにおいてその実力を存分に発揮していた。
特技は日本舞踊、西洋舞踊。
2012年公開の『宇宙刑事ギャバン THE MOVIE』では、引き続きコム長官役で出演。試写会の帰りには多くのファンから握手を求められたといい、「昔の事なのに……今でも……！役者冥利……？心して“仕事”をしなくては……！」とコメントしていた。
晩年はgooブログにて『西沢利明の俳優ノート』を開設し、近況や趣味、出演情報などを写真付で紹介していた。没後も、しばらくは妻によって更新が行われている。

## 出演作品（俳優）

### テレビドラマ
- 喜びも悲しみも幾歳月（1965年、TBS・松竹） - 名取信吾
- 黄色い風土（1965年、NET・東映） - 若宮四郎
- ザ・ガードマン（TBS・大映テレビ室）
  - 第29話「赤い罠」（1965年）
  - 第56話「都会の陰謀」（1966年）
  - 第156話「宝石列車襲撃作戦」（1968年）- 元鳶職・井上
  - 第159話「死の試走車」（1968年）- 青井
  - 第163話「ゆすり続ける男」（1968年）
  - 第170話「死神から逃げまくれ」（1968年）
  - 第181話「危険を拾った娘」（1968年）
  - 第206話「新婚旅行は地獄へどうぞ」（1969年）
  - 第232話「夫を死刑台に送れ」（1969年）
  - 第253話「逃亡のカサブランカ」（1970年）
  - 第256話「アムステルダム空港の女」（1970年）
  - 第261話「モロッコの真赤な太陽」（1970年）
  - 第271話「怪談・雨の幽霊病院」（1970年）
  - 第284話「ヨーロッパで顔を失った男」（1970年） - 大原テツヤ
  - 第288話「女子高校生スキャンダル殺人」（1970年）
  - 第295話「女の出世は結婚サ!」（1970年）
  - 第319話「殴りこみホットパンツ大作戦」（1971年） 他
- 銭形平次（フジテレビ・東映）
  - 第53話「盗まれた爆薬」（1967年） - 庄三郎
  - 第558話「花いちもんめ」（1977年） - 卯吉
  - 第782話「三匹の蟻」（1981年） - 水木鶴蔵
  - 第878話「悪同心の野望」（1984年）
- キイハンター（TBS・東映）
  - 第5話「必殺の瞬間」（1968年）
  - 第56話「殺人ホテル13号室」（1968年）
  - 第69話「死刑執行25時」（1969年）
  - 第86話「暗黒街は本日大統領の投票日」（1969年） - 水島
  - 第103話「ダイヤルMに呼ばれた男」（1970年）
  - 第108話「25時発国際線逃亡ルート」（1970年）
  - 第165話「真珠湾から来た謎の女」（1971年） - 財前
  - 第174話「黒衣の花嫁 南国の連続殺人」（1971年）
  - 第181話「死体が私を殺しに来た!」（1971年） - 影山
  - 第204話「殺人001監房の男」（1972年） - 南雲捜査官
  - 第233話「美女とドクロの首飾り」（1972年） - 藤倉
  - 第246話「墓場へ走れ! 男と女」（1972年） - 警視庁・大木刑事
- 大河ドラマ（NHK総合）
  - 竜馬がゆく（1968年） - 島村寿之助
  - 天と地と（1969年） - 甘利昌忠
  - 春の坂道（1971年） - 吉川広家
  - 勝海舟（1974年） - 大久保一蔵
  - 山河燃ゆ（1984年） - 外務次官
  - 春の波涛（1985年） - 井上毅
- 特別捜査本部（1968年）
- ローンウルフ 一匹狼 第20話「甘い落し穴」（1968年、日本テレビ・東映）
- 風 第41話「海原はるかに」（1968年、TBS・松竹） - 村越庄二郎
- 怪奇大作戦 第13話「氷の死刑台」（1968年、TBS・円谷プロ） - 加瀬
- 東京バイパス指令（日本テレビ・東宝・国際放映）
  - 第23話「天国の霊柩車」（1969年）
  - 第65話「攻撃目標-X」（1970年）
- 鬼平犯科帳 第1シリーズ 第21話「浅草御厩河岸」（1970年、NET・東宝） - 錠前外し・松吉
- さぼてんとマシュマロ（1971年、日本テレビ・ユニオン映画）
- プレイガールシリーズ（12ch・東映） 
  - プレイガール
    - 第105話「江戸っ子鉄火仁義」（1971年） - 貝次
    - 第151話「ミステリー・裏切りは女のアクセサリー」（1972年） - 秋宮
    - 第154話「憎っくき奴!!汝の名は男なり」（1972年） - 前島俊夫
    - 第193話「女は裸で嘘をつく」（1972年） - 秋山信之

  - プレイガールQ 第48話「スリラー・墓場から聴える殺人メロディー」（1975年） - 滝井和夫
- 弥次喜多隠密道中 第21話「幻の名刀」（1972年、日本テレビ・歌舞伎座テレビ室）
- シークレット部隊 第13話「セクシー女優殺人事件」（1972年、TBS・大映テレビ）
- 必殺シリーズ（朝日放送・松竹）
  - 必殺仕掛人 第6話「消す顔消される顔」（1972年） - 音次郎
  - 必殺仕置人 第21話「生木をさかれ生地獄」（1973年） - 平田石見守
  - 必殺仕事人 第79話「隠し技潜入喉輪攻め」（1980年） - 安部弥十郎
  - 新・必殺仕事人 第5話「主水アルバイトする」（1981年） - 番頭伊平
  - 必殺橋掛人 第3話「神田のゆうれい坂を探ります」（1985年） - 佐久間
  - 必殺仕事人V・激闘編 第25話「主水、紫陽花の下に金を隠す」（1986年） - 三野田左太夫
  - 必殺まっしぐら! 第4話「相手は長崎のぜいたく女」（1986年） - 戸倉出雲守
  - 必殺仕事人・激突! 第15話「夢次、女盗賊にほれる」（1992年） - 大口屋善右衛門
- 特別機動捜査隊（NET / 東映）
  - 第550話「ある異常人間」（1972年） - 村山検事
  - 第622話「刑事対検事」（1973年） - 片桐検事
- 大岡越前（TBS・C.A.L）
  - 第3部 第14話「忠相旅日記」（1972年9月11日） - 近江屋喜助
  - 第5部 第11話「白洲に哭いた母二人」（1978年4月17日） - 丹次
  - 第8部 第24話「雪絵を狙った夜の奉行」（1985年1月7日） - 大神正之佑
  - 第10部 第23話「臆病風を吹き飛ばせ！」（1988年8月7日） - 巳之吉
  - 第12部 第9話「万能薬が死を招く」（1991年12月9日） - 能登屋
  - 第14部 第1話「大岡越前」（1996年6月17日） - 川鍋庄太夫
- 飛び出せ!青春 第38話「気楽に行こうぜ俺たちだけは!!」（1973年、日本テレビ / 東宝） - 深尾
- 荒野の素浪人 第1シリーズ 第61話「出獄 裏切りの報酬」（1973年、NET・三船プロ） - 上馬の新兵衛
- 地獄の辰捕物控 第10話「月に吠える狼のように」（1972年、NET・東映） - 惣助
- 眠狂四郎 第18話「悲しみは闇に消えた」（1973年、関西テレビ・東映）
- 太陽にほえろ!（日本テレビ・東宝）
  - 第66話「生きかえった白骨美人」（1973年） - 寺岡（中川）
  - 第280話「狼」（1977年） - 殺し屋組織の男
  - 第449話「ドック刑事 雪山に舞う」、第450話「ドック刑事 雪山に斗う」（1981年） - 都築良平
  - 第618話「コンピューター計画」（1984年） - 大野圭一郎
  - 第661話「マミーが怒った」（1985年） - 安井賢一
- 非情のライセンス（NET→テレビ朝日・東映）
  - 第1シリーズ 第10話「兇悪の骨」（1973年） - 乃木
  - 第2シリーズ
    - 第40話「兇悪の棺桶」（1975年） - 平手英次
    - 第65話「兇悪のざんげ」（1976年） - 峰岸正之
    - 第96話「兇悪のカムバック」（1976年） - 狭間次郎
    - 第124話「兇悪の終焉」（1977年） - 北見
- 子連れ狼 第1部 第13話「お千代舟」（1973年、日本テレビ・ユニオン映画） - 上杉大学
- 白い牙 第2話「東京無宿・有光洋介」（1974年、日本テレビ・大映テレビ） - 山口刑事
- 命なりけり（1974年、TBS）
- 赤い迷路（1974年、TBS・大映テレビ）
- 愛さずにはいられない（1975年）
- コンドールマン 第1話「コンドールマン誕生」（1975年、NET・東映） - ジョージ黒田（サドラー人間態）
- 大江戸捜査網（12ch→テレビ東京・六本木オフィス）
  - 第190話「傷だらけの十手」（1975年） - 小野寺
  - 第305話「十手に賭けた同心悲哀」（1977年） - 朝倉帯刀
  - 第329話「屈辱に耐えた夫婦の絆」（1978年） - 塩沢外記
  - 第463話「炎から生まれた女」（1980年） - 高辻伊予守
  - 第502話「幻を慕う女」（1981年） - 津田安之助
  - 第583話「少女が襲う! 八歳の殺人者」（1983年） - 天海
- 剣と風と子守唄 第12話「殿様暗殺の日」（1975年、日本テレビ・三船プロ） - 黒田左内
- TOKYO DETECTIVE 二人の事件簿 第25話「女の戦争」（1975年、NET・大映テレビ）
- 燃える捜査網 第2話「女涙の怨み節」（1975年、NET・東映） - 日高
- 鬼平犯科帳 第21話「盗賊人相書」（1975年、NET・東宝） - 石田竹仙
- Gメンシリーズ（TBS・東映→近藤照男プロ）
  - Gメン'75
    - 第25話「助教授と女子大生殺人事件」（1975年） - 東都大学工学部建築学科助教授
    - 第53話「殺人ドライブの謎」（1976年） - 石崎シンヤ
    - 第69話「ヒキ逃げ白バイ警官」（1976年） - 川村警視
    - 第97話「嫁・姑・孫の戦い」（1977年）−大野木忠雄
    - 第123話「野球場ナイター殺人事件」、第124話「極秘作戦逆探知」（1977年） - 水野
    - 第152話「女だけの通夜」（1978年） - 北川英輔
    - 第181話「宮の森交番21時の出来事」（1978年） - 佐々木警視
    - 第199話「土曜日にネズミを殺せ!」（1979年） - 坂口龍太郎（警視）
    - 第217話「3時間30分銀行支店長夫妻の秘密」（1979年） - 佐川敏行
    - 第255話「女が掘った落とし穴」（1980年） - 高野警視
    - 第271話「警視庁パトカー盗難事件」（1980年） - 北山捜査課長
    - 第343話「'82 オートバイに乗った暗殺者たち」（1982年） - 秀島秘書

  - Gメン'82 第4話「悪魔の電話」（1982年） - 竹内部長刑事
- 破れ傘刀舟悪人狩り（NET・三船プロ）
  - 第60話「二十一年目の顔」（1975年） - 井沢周邦
  - 第120話「秘薬の謎をあばけ」（1977年） - 渋江南山
- 江戸を斬る（TBS・C.A.L）
  - 江戸を斬るII
    - 第5話「消えた江戸小町」（1975年12月8日） - 佐川国信
    - 第21話「目撃者は花嫁」（1976年3月29日） - 伊兵衛

  - 江戸を斬るV 第15話「唐人形浮世絵地獄」（1980年） - 芳定
  - 江戸を斬るVI 第24話「お役者小僧の挑戦状」（1981年） - お役者小僧
  - 江戸を斬るVIII 第19話「浮世絵に死の匂い」（1994年） - 唐麿
- 水戸黄門（TBS・C.A.L）
  - 第7部 第1話「水戸から消えた黄門さま -水戸・白河-」（1976年5月24日） - 金八
  - 第8部 第15話「殺しを誘う薪能 -和歌山-」（1977年10月24日） - 吉崎六右衛門
  - 第18部 第26話「怨念渦巻く祭の宿 -豊川-」（1989年3月13日） - 石場伝十郎
  - 第19部 第18話「盗まれた御印篭 -大聖寺-」（1990年1月29日） - 追田頼母 ※西沢年明名義
  - 第20部 第31話「娘と名乗れぬ女掏摸 -宮津-」（1991年6月10日） - 入田金重
  - 第22部 第27話「女たちの復讐 -大聖寺-」（1993年11月15日） - 佐久間右京
  - 第23部 第7話「偽りの武士道 -上田-」（1994年9月12日） - 大須賀外記
  - 第24部
    - 第23話「親子で競う山中塗り -大聖寺-」（1996年2月26日） - 菅谷紋十郎
    - 第33話「涙でついた父の嘘 -仙台-」　　（1996年5月13日)  - 矢田部掃部

  - 第25部 第28話「八が恋した美人妻 -新潟-」（1997年7月7日） - 稲垣重勝
  - 第26部 第18話「格が救った石州半紙 -津和野-」（1998年6月15日） - 酒井又蔵
  - 第28部 第10話「見てはいけない狐の嫁入り -吉田-」（2000年5月15日） - 宝田武左衛門
  - 第29部 第16話「葵の御紋の名推理 -松本-」（2001年7月16日） - 大野監物
  - 第34部 第18話「剣友の濡れ衣を晴らせ -会津-」（2005年5月23日） - 垣内主膳
  - 第36部 第10話「夫婦の絆は河内節 -天橋立-」（2006年10月9日） - 磯貝監物
  - 第38部 第3話「昼行灯とあっぱれ女房 -石見-」（2008年1月21日） - 畠山兵部
- 隠し目付参上（1976年、毎日放送・三船プロ）
  - 第1話「天にのぼったか地にもぐったか」 - 脇坂淡路守
  - 第23話「狙われた春楽! 三太裏切ったか」 - 奥村主膳
- 大非常線 第5話「脱獄の唄」（1976年、NET・東映） - 西田
- お耳役秘帳 第12話「情のかけ橋を渡れ」（1976年、関西テレビ・歌舞伎座テレビ） - 最上佐久馬
- ベルサイユのトラック姐ちゃん 第17話「古都の夜 女は燃える」（1976年、NET・東映） - 岸本
- 夜明けの刑事 （TBS・大映テレビ）
  - 第50話「死をかけた妻の叫び!!」（1975年12月3日） - 杉原健一
  - 第92話「結婚サギ師の華麗な失敗」（1976年）
  - 第102話「モシモシ、私が犯人です」（1977年1月19日）- 岩田
- 桃太郎侍（日本テレビ・東映）
  - 第10話「のろ松恋ごころ」（1976年） - 加納屋政二郎
  - 第206話「さようなら! すずめちゃん」（1980年） - 加納帯刀
- 遠山の金さん 杉良太郎版 第1シリーズ （NET・東映）
  - 第72話「罠にすがった女」（1977年） -古石場の秀
- 華麗なる刑事 第29話「女豹撃つ!」（1977年、フジテレビ・東宝） - 島社長
- 土曜ワイド劇場（テレビ朝日）
  - 松本清張のガラスの城（1977年）
  - 大東京四谷怪談（1978年）
  - 牟田刑事官事件ファイル 第1作「事件の眼 信濃路にいた女」（1983年10月15日） - 署長
  - 松本清張の葦の浮船（1984年）
  - 西村京太郎トラベルミステリー
    - 第9作「寝台急行“銀河”殺人事件」（1986年） - 一ノ瀬秘書
    - 第18作「オホーツク殺人ルート」（1990年） - 服部順

  - 高橋英樹の船長シリーズ 第4作「函館のおんな殺人行」（1991年） - 野木平八
  - 温泉若おかみの殺人推理 第14作「南紀白浜 夕焼け小焼け 復讐の連続殺人」（2004年） - 坂井伸吾
  - はみだし弁護士・巽志郎 第9作（2005年） - 安達伸郎
  - 鉄道捜査官 第7作（2006年） - 板倉俊介
- 人形佐七捕物帳 第23話「障子を開けた不幸」 (1977年、テレビ朝日・東映)　- 佐平次
- ポーラ名作劇場 / 幻花（1977年、テレビ朝日）
- 俺たちの祭 第20話「愛のたたかい」（1978年、日本テレビ・ユニオン映画）
- スパイダーマン （1978年、東京12チャンネル・東映） - ガリア
  - 第1話「復讐の時は来たれり! 撃て鉄十字団!!」
  - 第2話「怪奇の世界! 宿命に生きる男」
- 七人の刑事 第3シリーズ 第19話「スナックジャック上野」（1978年、TBS）
- 明日の刑事 第54話「わが子よ」（1978年、TBS・大映テレビ）
- 青春ド真中! 第10話「夏の海にやさしさがあった!!」（1978年、NTV / ユニオン映画） - 松本の父親
- 江戸の渦潮 第14話「純情柳河岸」（1978年、フジテレビ・東宝）
- 横溝正史シリーズII / 迷路荘の惨劇（1978年、毎日放送・三船プロ） - 古舘一人
- 同心部屋御用帳 江戸の旋風IV 第4話「かんざし同心」（1978年、フジテレビ・東宝） - 弥兵衛
- 暴れん坊将軍（テレビ朝日・東映）
  - 吉宗評判記 暴れん坊将軍
    - 第85話「富士が見ていたあばれ槍」（1979年） - 内藤主馬
    - 第103話「大騒動!寄り道したのが悪かった」（1980年） - 大久保忠之
    - 第137話「江戸育ち女棟梁」（1980年） - 川田屋鹿造
    - 第191話「吉原、木枯し 女の涙」（1981年） - 小笠原頼母
    - 第206話「泣くな太郎吉! 男の子」（1982年） - 宗太

  - 暴れん坊将軍II
    - 第32話「潜入! 花のお江戸の三人娘」（1983年） - 吉沢伊十郎
    - 第118話「めぐり逢い運命の凶弾!」（1985年） - 鶴見政之助
    - 第160話「地獄行き、母が担いだ玉の輿!」（1986年） - 鮫島采女正

  - 暴れん坊将軍V
    - 第17話「剣も躍る! 阿波おどり」（1993年） - 鳴門屋清兵衛
    - 第41話「対決! みちのく恋風剣法」（1994年） - 本間頼母

  - 暴れん坊将軍VI 第30話「北国に折鶴が飛んだ!」（1995年） - 本間但馬守
  - 暴れん坊将軍VIII 第10話「陰謀に巻きこまれた黄門様!?」（1997年11月22日） - 間部詮房
  - 暴れん坊将軍IX 第19話「江戸壊滅の危機! すい星激突の恐怖」（1999年） - 黒瀬日向守
  - 暴れん坊将軍X 第13話「肝っ玉おっ母ァ危機一髪! 偽金作りの人質は初孫」（2000年） - 石崎飛騨守
- 赤穂浪士（1979年、テレビ朝日・東映 / 中村プロ） - 細井広沢
- 俺たちは天使だ! 第18話「運が良ければ次期社長」（1979年、日本テレビ・東宝） - 潮会幹部
- 鉄道公安官 第10話「それは車中で起った」（1979年、テレビ朝日・東映） - 村上検事
- 江戸の激斗 第15話「帰って来た藤太」（1979年、フジテレビ・東宝） - 秋田屋
- ポーラテレビ小説 / おりん（1979年 - 1980年、TBS） - 松原
- 江戸の牙 第17話「見習同心・純 白夜に死す」（1979年、テレビ朝日・三船プロ） - 矢崎陣八郎
- 柳生あばれ旅シリーズ（テレビ朝日・東映）
  - 柳生あばれ旅
    - 第10話「地獄屋敷の天使 -掛川-」（1980年） - 高倉修理太夫
    - 第24話「打倒! 柳生一族 -草津-」（1981年）

  - 柳生十兵衛あばれ旅 第26話「明日よ、風に舞え」（1983年） - 姉小路直房
- 西部警察 第21話「汚ない奴」（1980年、テレビ朝日・石原プロ） - 矢野刑事
- 愛の迷路（1980年、TBS）
- 猿飛佐助 第2話「甲賀忍法 風遁忍び凧」（1980年、日本テレビ・国際放映） - 闇の玄兵衛
- 土曜グランド劇場（日本テレビ）
  - 池中玄太80キロ パートI 第9話「お父さんは、いつ社長になるの?」（1980年）
  - 事件記者チャボ! 第13話「チャボが怒ったらこわいぞ…」（1984年、ユニオン映画） - 三上秀一
- ザ・ハングマンシリーズ（朝日放送・松竹）
  - ザ・ハングマン（1981年）
    - 第13話「女ハングマン暁に死す」 - 安原理事長（華道平岡流）
    - 第40話「トルコ風呂密室殺人」 - 阿部洋平（東亜建設秘書室長）

  - ザ・ハングマンV 第19話「ニセ者ハングマンが現れた!」（1986年） - 神田俊夫（検事）
  - ザ・ハングマン6 第15話「さらば友よ! グッドラック!」（1987年） - 弓削孝蔵（元総会屋）
- 特捜最前線（テレビ朝日・東映）
  - 第200話「ローマ→パリ縦断捜査!」（1981年）
  - 第357話「OL・疑惑の完全犯罪!」（1984年） - 平山雅弘
  - 第390話「判決・愛が裁かれるとき!」（1984年） - 石川
  - 第468話「追跡・声紋No.105937!」（1986年） - 永松社長
- 警視庁殺人課 第5話「炎の女」（1981年、テレビ朝日・東映） - 濁沼栄一
- 幻之介世直し帖 第4話「はやぶさが挑んだ大爆発の罠」（1981年、日本テレビ・国際放映） - 正岡左馬之介
- お命頂戴! 第8話「喧嘩商売居合斬り」（1981年、テレビ東京・歌舞伎座テレビ） - 後藤
- 傑作推理劇場 / 異人館の遺言書（1981年、テレビ朝日・東映） - 検察庁の係官
- 影の軍団シリーズ（関西テレビ / 東映）
  - 影の軍団III 第24話「影武者の罠」（1982年）
  - 影の軍団IV 第27話「大老暗殺! 桜田門の女たち」（1985年） - 島津斉彬
- 宇宙刑事シリーズ（1982年 - 1985年、テレビ朝日・東映） - コム長官
  - 宇宙刑事ギャバン（1982年 - 1983年）
  - 宇宙刑事シャリバン（1983年 - 1984年）
  - 宇宙刑事シャイダー（1984年 - 1985年）
- 時代劇スペシャル（フジテレビ）
  - 闇の傀儡師（1982年、東映） - 田沼意次
  - どくろ銭（1984年、オフィス・ヘンミ） - 柳沢吉保
- 新五捕物帳 第175話「消えた女の恨み節」（1982年、日本テレビ・日活・ユニオン映画） - 伊勢屋治平
- 大奥（KTV / 東映）
  - 第8話「偽れる唇」（1983年） - 朝倉宣正
  - 第51話「華麗なる落日」（1984年） - 伊集院隼人
- 右門捕物帖 第28話「恋の罠」（1983年、日本テレビ・ユニオン映画）
- 眠狂四郎円月殺法 第19話「京洛の闇に舞う死闘剣 -京都の巻-」（1983年、テレビ東京・歌舞伎座テレビ）
- 赤かぶ検事奮戦記III 第13話「ドクロを抱いて寝る男」（1983年、朝日放送・松竹）
- 長七郎江戸日記（日本テレビ・ユニオン映画）
  - 第1シリーズ（1984年） - 文蔵
    - 第19話「裏切り御免」
    - 第35話「さむらい瓦版」
    - 第44話「くの一有情」
    - SP「柳生の陰謀」

  - 第3シリーズ（1991年）
    - 第12話「居候は暴れん坊」 - 水原忠慶
    - 第38話「別れ橋」 - 朝倉讃岐守
- 流れ星佐吉 第1話「佐吉が出会った大美人」（1984年、関西テレビ・松竹）
- 暴れ九庵 第9話「哀れ! それでも夫婦」（1984年、関西テレビ・東宝） - まむしの仙之助
- スーパーポリス 第15話「サヨナラ素晴らしき男と女たち」（1985年、TBS・東映）
- スケバン刑事II 少女鉄仮面伝説 第1話「登場! 謎のスケバン鉄仮面」（1985年、フジテレビ・東映）
- 遠山の金さん 第145話「蕾のままで散る女・春駒屋お夏!」（1985年、テレビ朝日・東映） - 天野新八郎
- 京都かるがも病院 第1話「若すぎた母」（1986年、テレビ朝日・東映） - 松岡悟
- 山村美紗サスペンス / 死者の手のひら（1986年、フジテレビ / 東映）
- ドラマ女の手記 / 不倫の構図を追え! 写真狩人フォトハンターII（1986年、テレビ東京）
- 12時間超ワイドドラマ（テレビ東京）
  - 風雲江戸城 怒涛の将軍徳川家光（1987年） - 楠不伝
  - 天下の副将軍水戸光圀 徳川御三家の激闘（1992年） - 徳川宗勝
- ジャングル 第32話「四時間の空白」（1987年、日本テレビ・東宝）
- 太陽の犬（1988年、日本テレビ・東北新社） - 中平洋造
- はぐれ刑事純情派（テレビ朝日・東映）
  - 第1シリーズ 第1話「密告者は美人靴みがき」（1988年）
  - 第4シリーズ 第23話「娘を失った父・疑惑の不在証明」（1991年） - 塚田君郎
  - 第12シリーズ 第17話「5分間だけの新婚旅行!? 説教する女!」（1999年） - 内山稔
- さすらい刑事旅情編 第10話「山手線から誘拐された美人OL」（1988年、テレビ朝日・東映）
- TBS大型時代劇スペシャル / 織田信長（1989年、TBS・東映） - 細川藤孝
- 火曜サスペンス劇場（日本テレビ）
  - 幻の罠（1982年6月） - 酒井
  - 家族の選択（1983年11月） - 田所警部
  - フルムーン旅情ミステリー 第1作「湯布院殺人事件」（1989年9月） - 竹西秀二
  - 取調室 第15作「佐賀と東京の同時殺人 -惨殺死体と水死体を結ぶ奇妙な女の友情-」（2001年） - 浦沢署長
- 八百八町夢日記（日本テレビ・ユニオン映画）
  - 第1シリーズ（1990年）
    - 第11話「夫婦舟浮き沈み」 - 川窪藤十郎
    - 第28話「片思い恋の絵草紙」 - 米倉織部正

  - 第2シリーズ 第12話「哀しみの刺客」（1992年） - 富田円心
- お江戸捕物日記 照姫七変化 第5話「狙われた女スリ!」（1990年、CX / 東映） - 荒川主膳
- 付き馬屋おえん事件帳（テレビ東京・松竹）
  - 第1シリーズ 第12話「過去から来た女」（1990年） - 田倉道庵
  - 第2シリーズ 第4話「枕さがしの罠」（1993年） - 越前屋
- 外科医有森冴子（1990年、日本テレビ） - 時枝病院事務長
- 刑事貴族（日本テレビ・東宝）
  - 第7話「その時、女神が微笑んだ」（1990年） - 小山内史郎
  - 第37話「今日、刑事が死んだ」（1991年） - 小田桐警視正
- あばれ八州御用旅 第1シリーズ 第13話「白頭巾危機一髪!」（1990年、テレビ東京・東映・ユニオン映画） - 河原十兵衛
- 名奉行 遠山の金さん（ANB / 東映）
  - 第3シリーズ 第24話「偽装殺人!左ききの少女」（1991年） - 与次郎
  - 第7シリーズ 第2話「美女連続殺人!裏切られた友情」（1995年） - 荒木源太夫
- 将軍家光忍び旅 第21話「瞼の父・お蔦涙の再会」（1991年、テレビ朝日・東映） - 宇山友行
- また又・三匹が斬る! 第8話「寅の刻、お相手申す秘伝胡蝶流」（1991年、テレビ朝日・東映） - 平田左馬助
- 鬼平犯科帳 第3シリーズ 第18話「おみよは見た」（1992年、フジテレビ・松竹） - 宇吉
- ご存知!旗本退屈男VII 第7作「危うし!加賀百万石 謎の豪商の底知れぬ野望!美女二人・秘められた過去!!」（1992年、テレビ朝日 / 東映） - 前田綱紀
- 喧嘩屋右近 第3シリーズ 第1話「花のお江戸でよろずもめごと引き受け候」（1994年、テレビ東京・松竹）
- 殿さま風来坊隠れ旅 第3話「仇討ち大好き! 殿、ご乱心」（1994年、テレビ朝日・東映） - 大島勘兵衛
- 銭形平次（フジテレビ・東映）
  - 第4シリーズ 第7話「鏡の向う側」（1994年） - 島屋
  - 第6シリーズ 第3話「風鈴の女」（1997年） - 境屋藤左衛門
- 御家人斬九郎 第1シリーズ 第6話「わしは将軍」（1995年、フジテレビ・松竹） - 水野越前守忠邦
- 憲法はまだか 第1部「象徴天皇」（1996年、NHK総合）
- 将軍の隠密!影十八 第1話「闇裁き・花嫁衣装を待つ女」（1996年、テレビ朝日・東映） - 木曽屋源兵衛
- 月曜ドラマスペシャル→月曜ミステリー劇場（TBS）
  - 松本清張特別企画・聞かなかった場所（1997年、東阪企画）
  - 名探偵・金田一耕助シリーズ / 水神村伝説殺人事件（2002年） - 秋月善太郎
- 幸せ咲いた〜結婚相談所物語〜（2003年、東海テレビ）
- 女と愛とミステリー→水曜ミステリー9（テレビ東京）
  - 松本清張特別企画・喪失の儀礼（2003年） - 香原順治郎
  - 捜査検事・近松茂道 第3作「銀山温泉の殺人報告」（2004年） - 榎本忠夫
  - 北アルプス山岳救助隊・紫門一鬼 第11作（2009年） - 蓮田正三
  - 鉄道警察官・清村公三郎 第10作「SL大井川殺人ルート」（2013年6月12日） - 田所学長 ※遺作
- はみだし刑事情熱系 PART8最終章 第11話「完結前編〜父にかけた涙の手錠」、最終話「絶命！愛する家族に捧げる最後の言葉」（2004年、テレビ朝日・東映） - 空野泰造
- のぞき屋（2007年、テレビ東京）
- 相棒 season7 第17話「天才たちの最期」（2009年3月4日、テレビ朝日・東映） - 五十嵐孝介
- 臨場 第一章 第7話「ユズリハの家」（2009年、テレビ朝日・東映） - 宮坂義太郎
- 土曜時代劇 / 隠密八百八町 最終話「敵討ち」（2011年、NHK総合） - 青山下野守
- 金曜プレステージ / 浅見光彦シリーズ 第46作「はちまん」（2013年1月11日、フジテレビ） - 金久保章

### 映画
- 放浪記（1962年）
- 悪魔が呼んでいる（1970年）
- 地球攻撃命令 ゴジラ対ガイガン（1972年） - クボタ[出典 3]（M宇宙ハンター星雲人）
- 制服の胸のここには（1972年）
- さえてるやつら（1973年）
- 小林多喜二（1974年）
- 桜の森の満開の下（1975年）
- 燃える勇者 （1981年） - 中谷
- 赤いスキャンダル 情事（1982年）
- That's カンニング! 史上最大の作戦?（1996年）
- 誘拐（1997年） - 神崎守
- 修羅がゆく9 北海道進攻作戦（2000年） - 福田勝
- 修羅のみち1 関東vs関西 全面戦争勃発（2001年） - 山上隆司
- 太陽（2005年）
- 宇宙刑事ギャバン THE MOVIE（2012年） - コム長官

### 舞台
- ジュリアス・シーザー（1961年）
- 榎本武揚（1967年、劇団雲） - 荒井郁之助 役
- ミュージカル / ラ・マンチャの男（1979年、1980年、1982年、1983年） - カラスコ 役
- 十二夜（1987年、劇団昴） - オーシーノー[16]
- ABCミュージカル / SANADA（1992年）
- アマデウス（1998年）
- 明治生命ミュージカル / アニー（2001年）
- 月曜コレドシアター / 西沢利明ひとり芝居 白鳥の歌[17]（2005年）

## 出演作品（声優）

### 吹き替え

#### 俳優
アンソニー・パーキンス
- 海の壁（ジョゼフ）
- 栄光の旅路（ジム）
- オリエント急行殺人事件（ヘクター）※テレビ朝日版・DVD収録時の追加録音も担当
- 俺は知らない
- サイコ（ノーマン・ベイツ）※テレビ東京版・フジテレビ版・TBS版
- さよならをもう一度（フィリップ）
- 扉の影に誰かいる（ローレンス）
- 楡の木蔭の欲望（イーベン）
- 真夜中へ5哩（ロバート）
- 胸に輝く星（ベン）

ジャン＝ルイ・トランティニャン
- 暗殺の森（マルチェロ）
- 狼は天使の匂い（トニー）
- 男と女（ジャン・ルイ）
- 刑事キャレラ/10+1の追撃（キャレラ）※TBS版
- 流れ者（シモン）※TBS版
- フリック・ストーリー（エミール）
- 離愁（ジュリアン）
- Z（予審判事）

ロバート・ヴォーン
- 刑事コロンボ
  - 歌声の消えた海（ヘイドン・ダンジガー）
  - さらば提督（チャーリー・クレイ）

- レマゲン鉄橋（クリューガー少佐）
- ねらわれた宝石（ジェリー・ハンター）※NHK版
- さよならミス・ワイコフ（ニール医師）

#### 洋画
- 悪夢の週末（ロバート・コンラッド）
- ウィルヘルム・ストリッツの秘密　(アドリアン〈ベルナール・ベルレー〉)
- 栄光への戦い　(ジョン・フィリップ・ロー)
- エイリアン（ダラス〈トム・スケリット〉）※LD版、日本語吹替完全版Blu-rayBOXに収録
- 黄金の七人（フィリップ・ルロワ）
- 大空の恐怖（ロディ・マクドウォール）
- カリブの熱い夜（ジェームズ・ウッズ）
- ゴーストバスターズ（イゴン・スペングラー博士〈ハロルド・ライミス〉）※フジテレビ版、日本語吹替完全収録版Blu-ray BOXに収録
- ゴールド（ブラッドフォード・ディルマン）
- コンボイ（クリス・クリストファーソン）
- ザ・チャイルド
- 三銃士（クリストファー・リー）
- 地獄の女アンドロイド（ブルース・デイヴィソン）
- スーパーマン2－冒険編（テレンス・スタンプ）
- 続・黄金の七人/レインボー作戦（フィリップ・ルロワ）
- ダーティハンター（ピーター・フォンダ）※テレビ朝日版
- ダーリング　(マイルズ/ローレンス・ハーヴェイ)
- デルタフォース2（ビリー・ドラゴ）
- ナイトホークス（ウルフガー〈ルトガー・ハウアー〉）※テレビ朝日版
- 南部の唄（ジョン〈エリック・ロルフ〉）※ポニー版
- 日曜日には鼠を殺せ（オマル・シャリーフ）
- ノース・ダラス40（フィル・エリオット〈ニック・ノルティ〉）
- ハイジャック（ジェローム・K・ウェバー〈ジェームズ・ブローリン〉）
- フォロー・ミー（チャールズ・シドリー〈マイケル・ジェイストン〉）※日本テレビ版、DVD・BD収録
- 北北西に進路を取れ（マーティン・ランドー）
- 誇り高き戦場（マクシミリアン・シェル）
- M★A★S★H マッシュ（ドナルド・サザーランド）
- 四銃士（クリストファー・リー）
- ライムライト　(シドニー・チャップリン)
- 鷲は舞いおりた（ドナルド・サザーランド）

#### 海外ドラマ
- ミスター・ノバック（1963年、日本テレビ） - ジェームズ・フランシスカス
- 弁護士ジャッド 「ある心臓移植」(1971年、NHK総合) -  ストーリング/ロイド・ボクナー
- 刑事コロンボ 二枚のドガの絵（1973年、NHK総合） - ロス・マーティン
- スターロスト宇宙船アーク 「宇宙人との出会い」(1975年、NHK総合) - オロ/ウォルター・ケーニッヒ
- モンブランへの挽歌　(1977年、NHK総合) - フィリップ/ジョルジュ・クレース
- 魔のバミューダ海域　(1977年、NHK総合) - 牧師/アリハンドロ・レイ
- 祖国なき男　(1978年、NHK総合) - ダンフォース/ピーター・ストラウス
- 手紙　(1983年、NHK総合) -  ロナルド・ピックアップ
- アボンリーへの道（1993年、NHK総合）
- インディ・ジョーンズ/若き日の大冒険（1993年、テレビ朝日） - ビリトー
- 新・弁護士ペリー・メイスン　「消さない傷」　(1994年、NHK総合)
- 巌窟王〜モンテ・クリスト伯（1999年、NHK総合） - ジャン・ロシュフォール
- ER XIV 緊急救命室 #10（2009年、NHK BS2） - ピアース・タナー（ピーター・フォンダ）
- 地上最強の美女バイオニック・ジェミー（日本テレビ）

### ゲーム
- 宇宙刑事魂（2006年） - コム長官

### CDアルバム
- 串田孫一随筆集（朗読）

### ナレーター
- 花の生涯 井伊大老と桜田門（テレビ東京）